# Glomerulonefrite membrano-proliferativa
La glomerulonefrite membrano-proliferativa, conosciuta anche come glomerulonefrite mesangio-capillare, è un'entità nosologica che si inquadra nel contesto di una sindrome nefrosica ed è caratterizzata da lesioni della membrana di filtrazione (membrano) e da intensa proliferazione delle cellule glomerulari (proliferativa).

## Epidemiologia
La glomerulonefrite membrano-proliferativa è responsabile del 4% delle sindrome nefrosiche nei bambini e del 7% negli adulti.

## Tipi di MPGN ed eziopatogenesi
Esistono 3 tipi di glomerulonefrite membrano-proliferativa, che, pur condividendo analoghe lesioni anatomo-patologiche in microscopia ottica, si differenziano per causa scatenante e per il quadro di deposizione glomerulare. La cellularità mesangiale è aumentata..

### MPGN di tipo I
È una malattia da immunocomplessi e si caratterizza da depositi elettrondensi (scuri in microscopia elettronica) subendoteliali e mesangiali di C3, di IgM e di IgG. Gli immunocomplessi circolanti possono essere il prodotti di infezioni, autoimmunità o neoplasie.
Le infezioni responsabili sono sostenute da HCV, HBV, HIV o batteri in grado di scatenare endocardite. I fenomeni autoimmuni responsabili sono soprattutto il lupus eritematoso sistemico e la crioglobulinemia mista essenziale; non frequentemente, leucemie e linfomi possono dare MPGN.
 Il quadro clinico è caratterizzato da grave proteinuria con connessa sindrome nefrosica che porta del giro di circa 10 anni allo sviluppo di insufficienza renale terminale. Al di là della biopsia, la diagnosi può essere avvalorata dalla misurazione ematica della frazione C3 del complemento, che risulta notevolmente diminuita.

### MPGN di tipo II
È una malattia autoimmune, chiamata anche malattia da depositi densi, caratterizzata dalla deposizione di materiale marcatamente elettrondenso nelle membrane basali dei glomeruli. Differentemente dal tipo I, nel tipo II i depositi risultano essere formati dalla sola frazione C3 del complemento, senza che vi sia una marcata presenza di IgG o IgM. La malattia è scatenata dalla presenza di un autoanticorpo IgG (fattore nefritogeno del C3) che lega la C3-convertasi. La proteinuria può essere sia nel range nefrosico che nel range nefritico; può comparire una ematuria macroscopica in seguito ad attacchi acuti. Come per il tipo I, l'insufficienza renale terminale si realizza nel giro di circa 10 anni; ulteriore causa di morbidità è la comparsa di retinopatia e la deposizione sistemica di placche druse. Recenti ricerche suggeriscono che la malattia da depositi densi sia un'entità clinica separata dalla glomerulonefrite membrano-proliferativa.

### MPGN di tipo III
Il tipo III è molto raro; è caratterizzato da un quadro intermedio tra la MPGN di tipo I e la glomerulonefrite membranosa. Alterazioni specifiche del cromosoma 1 sembrano essere responsabile di una maggiore predisposizione.